# Love After Love (film, 2017)
Pour les articles homonymes, voir Love After Love et Love After Love (film, 2020).
Pour plus de détails, voir Fiche technique et Distribution.
Love After Love est un film dramatique indépendant américain écrit et réalisé par Russell Harbaugh et sorti en 2017.
Le film, qui met en vedette Chris O'Dowd et Andie MacDowell,,, est le premier long métrage de Russell Harbaugh. Le film a été présenté en première au Tribeca Film Festival en avril 2017 et a connu une sortie limitée aux États-Unis d'IFC Films en mars 2018.

## Synopsis
Après la mort de leur père, deux fils et leur mère font face à des épreuves et explorent de nouveaux départs.

## Fiche technique
- Titre original : Love After Love
- Réalisation : Russell Harbaugh
- Scénario : Russell Harbaugh, Eric Mendelsohn
- Photographie : Chris Teague
- Montage : Matthew C. Hart
- Musique : David Shire, John Magary
- Production : Lauren Haber, Lucas Joaquin
- Direction artistique : Marci Mudd
- Pays de production : États-Unis
- Langue originale : anglais
- Format : couleur
- Genre : drame
- Durée : 91 minutes
- Dates de sortie :
  - États-Unis : 22 avril 2017 (Tribeca Film Festival)

## Distribution
- Andie MacDowell : Suzanne
- Chris O'Dowd : Nicholas
- James Adomian : Chris
- Gareth Williams : Glenn
- Alex Goldberg : Alex
- Graham Mason : Graham
- Doris Lowerre : Floy
- John Magary : John
- Paul L. Brown : Suzanne's Colleague #1
- Juliet Rylance : Rebecca
- Francesca Faridany : Karen
- Dree Hemingway : Emilie
- Romy Byrne : Ashleigh

## Réception
Sur le site agrégateur de critiques Rotten Tomatoes, le film détient un taux d'approbation de 86 % sur la base de 28 critiques, avec une note moyenne de 7,6/10. « Love After Love examine la manière dont un profond chagrin peut affecter la dynamique d'une famille - et refuse de se contenter de réponses hollywoodiennes, au grand bénéfice du téléspectateur ».
Sur Metacritic, le film a une note moyenne pondérée de 84 sur 100, basée sur 14 critiques, mentionnant une « reconnaissance universelle ».